# Dulovo (Zakarpatská Ukrajina)
Dulovo (ukrajinsky Дулово, maďarsky Dulfalva) je obec v Buštynské vesnické komunitě v okrese Ťačiv v Zakarpatské oblasti na Ukrajině. V roce 2025 zde žilo 2654 obyvatel.

## Historie
Vesnice byla založena kolem roku 1400. Z roku 1428 pochází první písemná zmínka (ves byla zmíněna jako Dwlfalua a v roce 1485 pak jako Dulfalw). Obec byla postavena kolem roku 1400.
Ve středověku byla obec v majetku rodu Dulfalvai.
V roce 1696 byla obec v majetku rodu Kövesligeti.
V roce 1910 zde žilo 1278 obyvatel, z toho byli 4 Maďaři, 68 bylo Němců a 1206 bylo Rusínů. Z toho bylo 1207 obyvatel bylo řeckokatolického vyznání a 68 obyvatel bylo židovského vyznání. Do uzavření Trianonské smlouvy byla ves součástí Uherska, poté byla součástí Československa. Od roku 1945 byla ves součástí Ukrajinské sovětské socialistické republiky, která byla jednou ze svazových republik Sovětského svazu, nakonec od roku 1991 je součástí samostatné Ukrajiny.

## Pamětihodnosti
- Řeckokatolický kostel
- Muzeum Stěpana Vajdy[3]